# Ereignisbaumanalyse
Die Ereignisbaumanalyse (englisch Event Tree Analysis) ist ein induktives Verfahren, welches mögliche Folgen eines auftretenden Fehlers bestimmen soll. Sie ist eine Art der Systemanalyse und als Qualitätsmethode in der DIN EN 62502 beschrieben.

## Verfahren
In der Ereignisbaumanalyse wird ein Ereignis, das in einem System auftreten kann, im Ereignisbaum als Startereignis (Initialereignis) betrachtet und dessen mögliche Auswirkungen auf das Gesamtsystem untersucht. Im Ereignisbaum werden dann die Wirkungen des Startereignisses auf das System (die Reaktionen der System-Komponenten auf das Ereignis) in Form von Verzweigungen (Funktion oder Ausfall) grafisch dargestellt (binärer Baum).
Der Ereignisbaum wird üblicherweise von links nach rechts gezeichnet, jeweils mit Abzweigungen für zwei Alternativen. Ein oberer Zweig für das erfolgreiche Verhalten des Ereignisses und ein unterer Zweig für dessen Scheitern. Die einzelnen Pfade vom Startereignis bis zu einem definierten Endzustand stellen dann die möglichen Unfallsequenzen dar.
Jeder Abzweig ist dabei mit einer gewissen Ausfall-Fehlerwahrscheinlichkeit verbunden. Sofern für die Fehlerwahrscheinlichkeiten keine empirischen Werte vorliegen, werden diese mit Hilfe der Fehlerbaumanalyse ermittelt.
Durch Multiplikation der Wahrscheinlichkeiten des Startereignisses und denen der Abzweige, die auf dem Pfad liegen, erhält man die Wahrscheinlichkeit dieser spezifischen Unfallsequenz.
Die Unfallwahrscheinlichkeit des Systems erhält man – sofern keine Abhängigkeiten zwischen den Komponenten der verschiedenen Pfade bestehen – dann durch Addition aller Pfad-Wahrscheinlichkeiten, die zu einem Unfall führen (vgl. Beispiel in).
In der Probabilistischen Sicherheitsanalyse (PSA) kommt die Ereignisbaumanalyse in Verbindung mit der Fehlerbaumanalyse zur Anwendung (siehe Methodenbeschreibung zur in PSA).

### Nachteile
Da sich die Zahl der Zweige mit jedem Schritt verdoppelt, können in komplexen Systemen sehr große Bäume entstehen. Die Erstellung und Auswertung derart großer Bäume ist dann nur noch mit Hilfe von Computerprogrammen möglich (siehe PSA).

### Einsatz
Die Ereignisbaumanalyse kann frühestens sinnvoll eingesetzt werden, wenn die Systemanforderungen bekannt sind. Sie wird vor allem in Probabilistischen Sicherheitsanalysen (PSA) angewendet.